# 빅상트 리자라쥐
비셴테 리사라수(바스크어: Bixente Lizarazu, 1969년 12월 9일, 프랑스 생장드뤼즈 ~ )는 바스크 출신의 전 프랑스 축구 선수이다. 보르도, 아틀레틱 빌바오, 바이에른 뮌헨, 마르세유 등 여러 팀에서 성공적인 선수 생활을 하였으며, 프랑스 대표팀에서는 전설적이고 위대한 레프트백들 가운데 하나로 여겨진다.

## 선수 경력

### 클럽 경력
리자라쥐는 1987년, 프랑스의 지롱댕 드 보르도에서 선수 생활을 시작하였다. 보르도에서 젊은 시절부터 실력을 인정받으면서 1992년부터는 프랑스 국가대표로도 활동하게 되었다. 그를 유명하게 만든 것은 UEFA컵 1995-96이었다. 리자라쥐의 소속팀 지롱댕 드 보르도는 8강에서 세리에 A의 강팀 AC 밀란을 격침시키고 결승전까지 진출하였다. 사상 첫 UEFA컵 우승을 눈앞에 두고 만난 상대는 독일의 바이에른 뮌헨이었고, 보르도는 안타깝게도 결승전에서 뮌헨에게 완패하였다. 하지만, 이 UEFA컵을 통해서 리자라쥐의 이름은 세계적으로 주목을 받게 되었다.
이듬해, 8년간 몸담았던 소속팀을 떠나서 리자라쥐는 스페인 프리메라리가의 아틀레틱 빌바오에 입단하였다. 빌바오 팀은 바스크 순혈주의를 고집하는 바스크인으로만 구성되는 팀이었는데, 리자라쥐가 이 팀에 입단할 수 있었던 까닭은 그 역시 바스크 출신이었기 때문이다. 그러나, 리자라쥐는 스페인 국적이 아니라 프랑스 국적을 가지고 있었고, 덕분에 리자라쥐는 빌바오 팀 사상 첫 외국인 선수라는 역사적 기록의 주인공이 되었다.
빌바오에서 한 해를 보낸 후, 1997년 리자라쥐는 독일 분데스리가의 바이에른 뮌헨에 입단하였다. 20대 후반에 접어들면서 리자라쥐의 기량은 절정에 이르렀고, 지난날 UEFA컵 결승전에서 만났던 바이에른 뮌헨에서 당당한 주연으로 빛나는 역사를 만들어 갔다. 1998년부터 바이에른 뮌헨은 분데스리가 최고의 팀으로 군림하며 3년 연속으로 우승하였고, 뿐만 아니라 UEFA 챔피언스리그 2000-01에서도 리자라쥐는 발군의 활약을 보여주면서, 뮌헨을 챔피언스리그 우승으로 이끈 원동력이 되었다. 리자라쥐는 황금기 뮌헨의 빠질 수 없는 중심 선수였다.
한편 2004년 뮌헨을 떠나 프랑스의 올랭피크 드 마르세유에서 뛰기도 하였는데, 당시 필리프 트루시에 감독과 기용법에 관한 마찰이 생겨서, 반년 만에 다시 뮌헨으로 돌아오기도 하였다. 이 영향으로 선수 생활 마지막까지 바이에른 뮌헨에서 뛰었고, 2006년까지 선수 생활을 하고서, 그 해 공식 은퇴를 선언하였다. 은퇴 후에는 잠깐씩 축구 해설을 하였지만, 스켈레톤 스포츠에서 40세에 우승한 인물에 큰 영향을 받아 2007년, 2010년 동계 올림픽에서 스켈레톤 프랑스 대표가 되기 위한 도전을 시작하였다.
리자라쥐는 현역 시절 바이에른 뮌헨에서 등번호 69를 달고 뛰기도 하였는데, 이 등번호는 놀랍게도 리자라쥐가 1969년생에 169 cm, 69 kg 이었기 때문에 단 것이라고 한다.

### 국가대표팀 경력
프랑스 축구 국가대표팀 멤버로서도 레프트백 위치에서 부동의 중심 선수로 맹활약한 리자라쥐는, 당시 프랑스 대표팀의 철벽 수비를 이끄는 선수 가운데 하나였다. 리자라쥐는 1998년 FIFA 월드컵, UEFA 유로 2000에서 우승에 공헌하고, UEFA 유로 2004를 끝으로 대표팀에서 은퇴하였으며, 프랑스 대표팀에서 통산 97경기에 출전해 2골을 기록하였다.

## 기타
한때 엘자 룅기니와 열애설이 나돌기도 했다. 2006년 7월부터 클레르 켐(Claire Keim)[연기자 겸 가수]와 동거하여 "사회적 계약" 신분을 맺고 동거녀 클레르 캥이 딸 위에나(Uhaina)(2008년생)을 낳았다.

## 수상 경력
- 클럽:
  - 프랑스 리그 두 우승: 1992
  - 독일 리그 컵 : 1997
  - 독일컵 1998, 2000, 2003, 2005, 2006
  - 독일 분데스리가 우승: 1999, 2000, 2001, 2003, 2005, 2006
  - UEFA 챔피언스리그 우승: 2001
  - UEFA 인터토토컵 : 1995
  - 인터콘티넨털컵 우승: 2001
- 국가대표팀:
  - FIFA 월드컵 우승: 1998
  - UEFA 유럽축구선수권대회 우승: 2000
  - FIFA 컨페더레이션스컵 우승: 2001, 2003
- 개인:
  - 레지옹 도뇌르 훈장의 슈발리에 (Chevalier, 기사) : 1998
  - UNFP 20주년 특별상 : 2011
  - ESM 올해의 팀 : 1998-99
  - UEFA 올해의 팀 : 2001
  - FIFA XI : 2002